# Oliete
Oliete – gmina w Hiszpanii, w prowincji Teruel, w Aragonii, o powierzchni 85,48 km². W 2011 roku gmina liczyła 459 mieszkańców.